# Скрипаи
Скрипаи́ (укр. Скрипаї) — село, Скрипаевский сельский совет, Змиёвский район, Харьковская область, Украина.
Население по переписи 2001 года составляет 1287 (598/689 м/ж) человек.
Являлось до 2020 года административным центром Скрипаёвского сельского совета, в который, кроме того, входили посёлок Лесно́е и село Мо́хнач.

## Географическое положение
Село Скрипаи находится на берегу реки Гнилица в месте впадения в неё Корякова оврага; в 3,5 км от места впадения её в реку Северский Донец;
выше по течению примыкает к селу Старая Гнилица (Чугуевский район). На расстоянии в 2 км находится железнодорожная станция Скрипали (Платформа 13 км). К селу примыкает большой лесной массив (сосна).

## История
- 1820 — дата основания села на левом (южном) берегу реки Гнилица[1].
- В 19 веке называлось село Скрипаево[2] либо Скрипаёво.
- Являлось селом Шелудковской волости Змиевского уезда Харьковской губернии Российской империи.
- В середине 19 века в селе были православная церковь и 10 ветряных мельниц.[2]
- В 1940 году, перед ВОВ, в селе Скрипаи, располагавшемся у устья реки Гнилица по обеим её берегам, был 461 двор, православная церковь, сельсовет, лесничество, восемь ветряных мельниц.[6]
- Во время Великой Отечественной войны село находилось под немецкой оккупацией с 1941 по 1943 год.
- При СССР в селе располагалось Скрипаёвское лесничество.[7]

## Экономика
- Молочно-товарная ферма, машинно-тракторные мастерские.
- Теплицы.
- Учебно-опытный лесхоз Харьковского национального аграрного университета им. В. В. Докучаева.
- Частное сельскохозяйственное предприятие «Скрипаї».

## Объекты социальной сферы
- Школа.
- Амбулатория семейной медицины.

## Достопримечательности
- Братская могила советских воинов.
- Государственный лесной заказник «Скрипаевский».

## Известные люди
- В селе родился Герой Советского Союза Николай Пасько.

## Религия
- Церковь Вознесения Господня[8].